# Abdulwahab Hussain
Abdulwahab Hussain Ali Ahmed Esmael (en árabe: عبدالوهاب حسين علي أحمد إسماعيل‎) es un activista político, escritor, figura religiosa y filósofo.
Fue uno de los líderes de la oposición más importantes en el levantamiento en Baréin en 1990 cuando fue arrestado dos veces por un total de cinco años en los que estuvo expuesto supuestamente en un régimen de incomunicación y la tortura. Después de su liberación en 2001, apoyó al gobierno en sus planes de reforma.
En 2001, Hussain presidió el comité que fundó Al Wefaq, principal partido de oposición de Baréin. Instó a los líderes de la oposición de boicotear las elecciones parlamentarias de 2002 después de que el rey Hamad emitió la nueva constitución en 2002. En 2003, Hussein anunció que iba a dejar la política y dejar de hacer declaraciones públicas y en 2005 dimitió de Al Wefaq. En 2009 regresó a la política convirtiéndose en el portavoz de la cofundador y oficial de Movimiento Islámico de Al Wafa.
Durante el levantamiento de Baréin (2011-2012), Hussain jugado un papel importante, las protestas de líderes, pidiendo la caída del régimen y el establecimiento de una república democrática. Un mes después del comienzo de las protestas, fue detenido, torturado y condenado por un tribunal militar especial a cadena perpetua. Más tarde, condena fue anulada, y se anunció que iba a ser juzgado por un tribunal civil. El nuevo juicio se inició en el 22 de mayo de 2012, pero se pospuso hasta el 29 de mayo.

## Biografía
Hussain nació en una familia pobre en el pueblo de Nuwaidrat al sur de Manama. Estudió la escuela primaria Ma'ameer, cuando tenía doce años, su padre murió. Hussain continuó sus estudios en Sitrah. En 1977, se graduó de la Universidad de Kuwait con una licenciatura en Filosofía y Sociología.
Después de graduarse, trabajó como profesor durante tres años, y luego como supervisor social durante quince años antes de ser obligado a retirarse como resultado de sus actividades durante 1990 en levantamiento en Baréin. Trece años más tarde, Hussain reanudó su trabajo anterior por tres años, antes de ser despedido en 2008.